# Qarāghol
Qarāghol (persiska: قراغل, قَراغِل, اَراغُل) är en ort i Iran.   Den ligger i provinsen Kurdistan, i den nordvästra delen av landet, 300 km väster om huvudstaden Teheran. Qarāghol ligger 1 838 meter över havet och antalet invånare är 262.
Terrängen runt Qarāghol är kuperad åt nordost, men åt sydväst är den platt. Terrängen runt Qarāghol sluttar västerut. Runt Qarāghol är det ganska tätbefolkat, med 58 invånare per kvadratkilometer. Närmaste större samhälle är Serīshābād, 19,8 km söder om Qarāghol. Trakten runt Qarāghol består i huvudsak av gräsmarker.